# Густаф Адольф Больтенстерн
Не плутати з іншим шведським вершником та Олімпійським чемпіоном Густафом Адольфом Больтенстерном молодшим.
Густаф Адольф Больтенстерн (швед. Gustaf Adolf Boltenstern нар. 1 квітня 1861, м. Гельсінборг, Швеція — † 9 жовтня 1935, м. Стокгольм, Швеція) — шведський військовослужбовець та вершник, що спеціалізувався на змаганнях з виїздки. Переможець літніх Олімпійських Ігор 1912 року у Стокгольмі в індивідуальній виїздці. Учасник двох Олімпійських ігор (1912, 1920). Закінчив службу у званні полковника.

## Біографія
Густаф Адольф народився у Гельсинборзі в сім'ї майора Турова Густава Больтенстерна та його двоюрідної сестри з Померанії Шарлотти фон Больтенстерн. Доля хлопця була вирішена заздалегідь — усі його найближчі предки по чоловічій лінії були визначними військовослужбовцями. Присвятив себе військовій справі і Густаф Адольф. Його сходження по кар'єрних сходах було доволі стрімким — вже у 1898 році він отримав звання ротмістра. У 1908 році Больтенстерн очолив школу верхової їзди у Стремсгольмі, однак змушений був залишити цю посаду у 1912 після присвоєння йому звання підполковника.
Того ж року Густаф Адольф Больтенстерн взяв участь у індивідуальних змаганнях з виїздки на літніх Олімпійських іграх у Стокгольмі. Керуючи конем на ім'я Neptun, він показав другий результат, поступившись лише своєму співвітчизнику Карлу Бунде. Вісім років потому він ще раз спробував поборотися за олімпійське «золото» на Іграх у Антверпені, проте був дискваліфікований за підсумками змагань.
У 1915 році Больтенстерна було підвищено у званні до полковника та призначено командиром підрозділу. Цю посаду він обіймав аж до виходу у відставку в 1921 році. Густаф Адольф був неодноразово приставлений до нагород — як шведських, так і закордонних. Кавалер Ордена Меча та Ордена Полярної зірки.
У шлюбі з Амалією фон Дардель мав трьох синів. Наймолодший з них, також Густаф Адольф, пішов стежкою батька у кінному спорті, проте значно перевершив його досягнення, ставши дворазовим олімпійським чемпіоном.

## Спортивні результати[1]
| Рік  | Змагання                    | Місто     | Кінь   | МО  | МК |
| ---- | --------------------------- | --------- | ------ | --- | -- |
| 1912 | Літні Олімпійські ігри 1912 | Стокгольм | Neptun | 2   | -  |
| 1920 | Літні Олімпійські ігри 1920 | Антверпен | Iron   | DSQ | -  |